# Сирийский символ сокращения
Сирийский символ сокращения (‎܏‎) — символ Юникода, знак в сирийском письме.

## Использование
Обычно имеет вид горизонтальной черты, покрывающей одну или несколько букв. Черта может иметь три небольшие точки, расположенные на концах и в середине. Используется в следующих случаях:
- для обозначения сокращений, например, ܏ܘܫܪ (ܘܫܲܪܟܵܐ, и прочие)[1][2]
- для обозначения чисел в сирийской системе счисления: ܏ܐܨܣܗ — 1965[1][2].

## Кодировка
Сирийский символ сокращения был добавлен в стандарт Юникод в версии 3.0 в блок «Сирийское письмо» (англ. Syriac) под шестнадцатеричным кодом U+0742.
Представляет собой управляющий символ, ставится перед первой буквой сокращения или числа и покрывает все символы до первого символа, не являющегося сирийской буквой или диакритическим знаком. Символ сокращения обычно начинается после последнего высокого символа в слове и простирается до конца слова. Распространённым исключением из этого правила является алфавитная запись чисел с предлогом (например, ܒ܏ܝܗ — в 15-й).